# Alt
Ta članek govori o altu v glasbi. Za Alt, tipko na tipkovnici, glej Alt (računalnišvo).
Alt (latinsko altus, slovensko visok) je drugi najvišji vokal ali nastavitev glasbenega inštrumenta. Uvrščen je pod sopran in nad tenor. Je globok ženski pevski glas. Včasih se imenuje kontraalt.
Alt vokal lahko delimo na prvi in drugi alt. Prvi alt pokriva višje tone, drugi alt pa nižje in je s tem po višini najnižji ženski vokal.
Znane altistke:
- Annie Lennox
- Amy Winehouse
- Cher
- Doris Day
- Fiona Apple
- Marian Anderson
- Marlene Dietrich
- Mary Fahl
- Judy Garland
- Kathleen Ferrier
- Lana Del Rey
- Lady Gaga
- Patti Smith
- Toni Braxton
- Tracy Chapman
- Sieglinde Wagner